# Волленгаупт, Герман Адольф

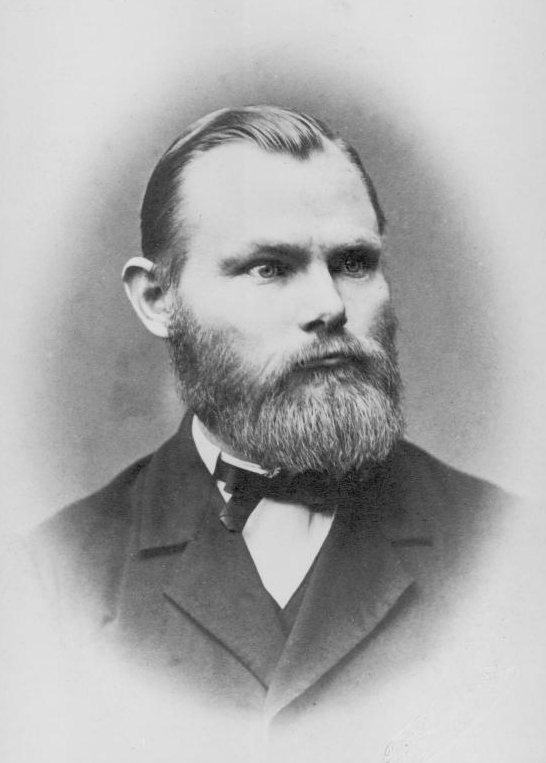
Герман Адольф Волленгаупт

Герман Адольф Волленгаупт (нем. Hermann Adolf Wollenhaupt; 17 сентября 1827, Шкойдиц — 18 сентября 1863, Нью-Йорк) — американский пианист и композитор германского происхождения. Брат Бруно Волленгаупта.
Учился в Лейпциге у Юлиуса Кнорра (фортепиано) и Морица Гауптмана (композиция). С 1845 г. жил и работал в Нью-Йорке как учитель фортепиано. Автор около ста фортепианных пьес: вальсов, полек, маршей и т. п.; некоторые из них до сих пор используются в музыкальной педагогике. В соавторстве с Т. Хагеном опубликовал учебник фортепианной игры (англ. New Method for the Pianoforte and methodical guide for the Pianoforte teacher; 1861). Пользовался большим авторитетом и популярностью в городе.